# 消耗品費
消耗品費（しょうもうひんひ,supplies expenses）は、簿記の勘定科目の一つ。費用に区分される。

## 概要
使っていくうちに消耗したり価値がなくなっていく物で、1個又は1組の金額が10万円未満または使用可能期間が1年未満の少額減価償却資産の購入を計上する勘定科目。
製造業においては、販売費及び一般管理費に区分される事務用消耗品費と、製造経費、間接材料費に区分される工場消耗品費に分けて計上する。
- 事務用消耗品費
  - 文具、名刺、備品、器具、雑貨、コピー用紙、のり、消しゴム、伝票類、CD、電卓、包装用紙、時計、蛍光灯、作業服
- 工場消耗品費
  - 手袋、タオル、ドライバー、ブラシ、グリス、潤滑油、工具、作業用机、作業用椅子、道具箱、運搬台車、作業用手袋、電流計

「事務消耗費」と「消耗工具備品費」に分けて、椅子、机、棚、ロッカー、時計、テープレコーダー、掃除機などは後者に計上する運用もできる。
未使用の消耗品は期末に「貯蔵品」勘定に振り替える。ただし、少額の物については、振り替えずに費用計上してもかまわない。

## 仕訳例
文房具を2,200円（内消費税200円）で現金購入した。
（税込方式）
| 借方           | 貸方       |
| -------------- | ---------- |
| 消耗品費 2,200 | 現金 2,200 |

（税抜方式）
| 借方             | 貸方       |
| ---------------- | ---------- |
| 消耗品費 2,000   | 現金 2,200 |
| 仮払消費税等 200 |            |

期中で消耗品費としたもののうち未使用分20万円を、決算整理で「貯蔵品」として資産計上する
| 借方           | 貸方             |
| -------------- | ---------------- |
| 貯蔵品 200,000 | 消耗品費 200,000 |